# Henriette Schrader-Breymann

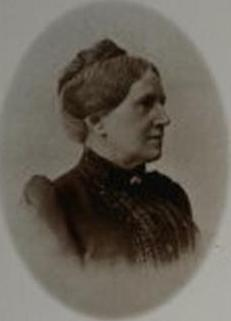
Retrato de Henriette Schrader-Breymann.

Henriette Schrader-Breymann (1827 — 1899) foi uma alemã que influenciou a educação infantil. Sua mãe era prima de Friedrich Fröbel. Em 1870, inventou o conceito de "maternidade intelectual" para expressar que a maternidade não tinha que significar fisicamente ter filhos. Em 1871, casou-se com Karl Schrader, um político.
Em 1882 estabeleceu o Pestalozzi-Fröbel Haus, onde treinou os primeiros professores suecos do jardim de infância. O Pestalozzi-Fröbel Haus foi uma das primeiras instituições na Alemanha que começaram a treinar professores da primeira infância, bem como uma das primeiras onde as mulheres poderiam obter treinamento profissional em Berlim. Schrader-Breymann enfatizava o "aprender fazendo", o valor do jardim de infância, usando a natureza como tema e tarefas domésticas normais.